# Братчиць

Братчиць (пол. Bratczyc) — польський, український, чеський, литовський, білоруський родовий шляхетський герб. Герб був наданий королем Болеславом Кривоустим богемському роду Вершовичів.
Різновид герба Окша.

## Опис
На червоному полі дві сокири,  рукоятки яких схрещені, а вістря обернені — одне ліворуч, а інше праворучи. В клейноді три страусині пера.